# Jogging (album)
Jogging – pierwsza płyta zespołu Robotobibok wydana w 2000 roku.

## Lista utworów
1. "Sonda - jungle"
2. "N.O.L."
3. "Maraton tańca"
4. "Lincoln continental"
5. "Podróż do meksyku"
6. "Pięcioro dzieci i coś"
7. "Jogging"
8. "Pięcioro dzieci i coś" /live/

## Zespół
- Jakub Suchar - perkusja
- Maciej Bączyk - gitara
- Marcin Ożóg - kontrabas
- Adam Pindur - saksofon, moog
- Artur Majewski - trąbka

## Szczegóły nagrania
- Wytwórnia - Vytvornia OM
- Katalog - CD001
- Nagranie i mix: IV-VI 2000 - Michał Czerw, Radio PiK Studio, Bydgoszcz, Poland
- Producent - Tomasz Gwinciński
- Cover & design - Kasia Kijanka i Kuba Suchar
- Cover photo - Filip Zawada